# Верхня Лукавка
Верхня Лукавка (рос. Верхняя Лукавка) — село у Грязінському районі Липецької області Російської Федерації.
Населення становить 8  осіб. Належить до муніципального утворення Петровська сільрада.

## Історія
З 13 червня 1934 до 6 січня 1954 року у складі Воронезької області. Відтак входить до складу Липецької області.
Згідно із законом від 23 вересня 2004 року № 126-ОЗ органом місцевого самоврядування є Петровська сільрада.

## Населення
| 2009 | 2010 | 2013 |
| ---- | ---- | ---- |
| 12   | ↘8   | →8   |